# Автомобилист (футбольный клуб, Южно-Сахалинск)
«Автомобилист» — советский и российский футбольный клуб из Южно-Сахалинска. Основан в 1984 году. В 1994 году играл во второй лиге первенства России.

## История
Команд с названием «Автомобилист» в Южно-Сахалинске было две: команда, игравшая в 1960 годах, и команда, созданная в 1984 году на базе коллектива физкультуры автоколонны № 1407.
Команда с названием «Автомобилист», существовавшая в 1960-х годах, играла в кубке (в 1963—1965 годах — финалист) и первенстве (в 1962 году — серебряный призёр) областного совета ДСО «Спартак», первенстве Южно-Сахалинска (в 1964 и 1966 годах — бронзовый призёр). В 1967 году она вышла в финальный турнир кубка Сахалинской области, где заняла 4-е место.
Бо́льших успехов добилась команда, созданная в 1984 году. В следующем году она выиграла кубок Сахалинской области, в 1986 году стала серебряным призером чемпионата Сахалинской области, а в 1987 году — чемпионом области.
В 1988 году «Автомобилист» участвовал в первенстве РСФСР среди КФК, претендуя на участие во второй лиге первенства СССР в следующем сезоне. В итоге во вторую лигу в 1989 году был заявлен «Сахалин» из Южно-Сахалинска, образованный на базе участвовавшей в 1988 году в первенстве КФК вне конкурса команды «Сахалинец» Холмск, а «Автомобилист» продолжил играть на областном уровне. В 1992 году «Автомобилист» стал чемпионом области, в 1992 и 1993 годах — обладателем кубка.
В 1993 году «Автомобилист» принимал участие в первенстве России среди КФК. В турнире зоны «Дальний Восток» занял 2-е место, победителем стала команда «Динамо-Диамант» из Хабаровска. В связи с тем, что у неё не нашлось средств на поездку на финальный турнир в Ногинск, вместо хабаровчан там участвовал «Автомобилист».
На сезон 1994 года «Автомобилист» заявился во вторую лигу первенства России, в зону «Восток», дебютировав в соревнованиях команд мастеров. Команду возглавил тренер Владимир Славинский, игравший за «Сахалин» в 1970-х годах. Помимо местных футболистов в составе команды выступали приглашенные игроки из Благовещенска. Команда выступила неудачно, заняла предпоследнее место, в 32 матчах потерпев 23 поражения и пропустив в свои ворота 101 мяч. Уже с начала сезона имели место перебои с финансированием, и после окончания сезона клуб вернулся к выступлению на любительском уровне.
На протяжении следующих девяти лет «Автомобилист» участвовал в турнирах областного уровня. В 1998 году он стал чемпионом области. В 1997 и 2000 годах — серебряным призером, в 1999 году — бронзовым. После первого круга чемпионата области 2003 года команда была расформирована.

## Результаты выступлений
| Сезон    | Турнир                      | Турнир                | Турнир                              | Результат (место) | И  | В | Н | П  | Мячи   | О                                                           | Примечания                                                  |
| -------- | --------------------------- | --------------------- | ----------------------------------- | ----------------- | -- | - | - | -- | ------ | ----------------------------------------------------------- | ----------------------------------------------------------- |
| 1988     | Первенство РСФСР среди КФК  | зона «Дальний Восток» | Предварительный этап, подгруппа «А» | 1 из 4            | 3  | 3 | 0 | 0  | 6-1    | 6                                                           | 1—2-е места подгрупп «А» и «Б» — выход в финальный этап     |
| 1988     | Первенство РСФСР среди КФК  | зона «Дальний Восток» | Финальный этап                      | 2 из 3            | 2  | 0 | 0 | 2  | 4-6    | 0                                                           | 3-е место из 4                                              |
| 1988     | Первенство РСФСР среди КФК  | Финальный турнир      | Подгруппа «В»                       | 6 из 9            | 2  | 1 | 0 | 1  | 3-3    | 2                                                           | 2-е место из 3                                              |
| 1988     | Первенство РСФСР среди КФК  | Финальный турнир      | Группа за 4—6-е места               | 6 из 9            | 2  | 0 | 0 | 2  | 1-6    | 0                                                           | 3-е место из 3                                              |
| 1989     | Кубок РСФСР среди КФК       | зона «Дальний Восток» | зона «Дальний Восток»               | 1/4 финала        | 2  | 1 | 0 | 1  | 3-3    | «СРВ» Петропавловск-Камчатский — 3:1 (дома), 0:2 (в гостях) | «СРВ» Петропавловск-Камчатский — 3:1 (дома), 0:2 (в гостях) |
| 1993     | Первенство России среди КФК | зона «Дальний Восток» | зона «Дальний Восток»               | 2 из 6            | 5  | 3 | 1 | 1  | 8-4    | 12                                                          |                                                             |
| 1993     | Первенство России среди КФК | Финальный турнир      | Финальный турнир                    | 9 из 9            | 4  | 0 | 0 | 4  | 3-13   | 4                                                           | 5-е место из 5 в группе «А»                                 |
| 1994     | Вторая лига ПФЛ             | Зона «Восток»         | Зона «Восток»                       | 8 из 9            | 32 | 5 | 4 | 23 | 28-101 | 14                                                          |                                                             |
| 1. 2. 3. |                             |                       |                                     |                   |    |   |   |    |        |                                                             |                                                             |

## Достижения
Чемпионат Сахалинской области
- Чемпион: 1987, 1992, 1998
- Серебряный призер: 1986, 1990, 1997, 2000
- Бронзовый призер: 1989, 1993, 1995, 1999

Кубок Сахалинской области
- Обладатель: 1985, 1992, 1993
- Финалист: 1986, 1989, 2000, 2001

Суперкубок Сахалинской области
- Обладатель: 1987

Первенство РСФСР/России среди КФК
- Серебряный призер зоны «Дальний Восток»: 1988, 1993